# Michałów-Grabina
Michałów-Grabina – wieś sołecka w Polsce położona w województwie mazowieckim, w powiecie legionowskim, w gminie Nieporęt. Leży tuż przy granicy z Warszawą (dzielnica Białołęka), przy drodze do Nieporętu. 
Mieszkańcami Michałowa-Grabiny są m.in. Tomasz Raczek, Wojciech Mann, Jerzy Kryszak, Krzysztof Daukszewicz i Michał Żewłakow.
W latach 1975–1998 miejscowość administracyjnie należała do województwa warszawskiego.
Według stanu na dzień 29 października 2008 roku sołectwo posiadało 161 ha powierzchni i 601 mieszkańców.
W Michałowie-Grabinie znajdują się ruiny cmentarza kolonistów niemieckich, którzy osiedlali się w tych rejonach w XIX wieku.